# 오미드 에브라히미
오미드 에브라히미 자란디니(페르시아어: امید ابراهیمی زرندینی, Omid Ebrahimi Zarandini, 1987년 9월 16일 ~ )는 이란의 축구 선수로, 현재 카타르 알샤말 SC에서 뛰고 있다.